# Parastichtis ypsillon
Parastichtis ypsillon là một loài bướm đêm trong họ Noctuidae.

## Hình ảnh

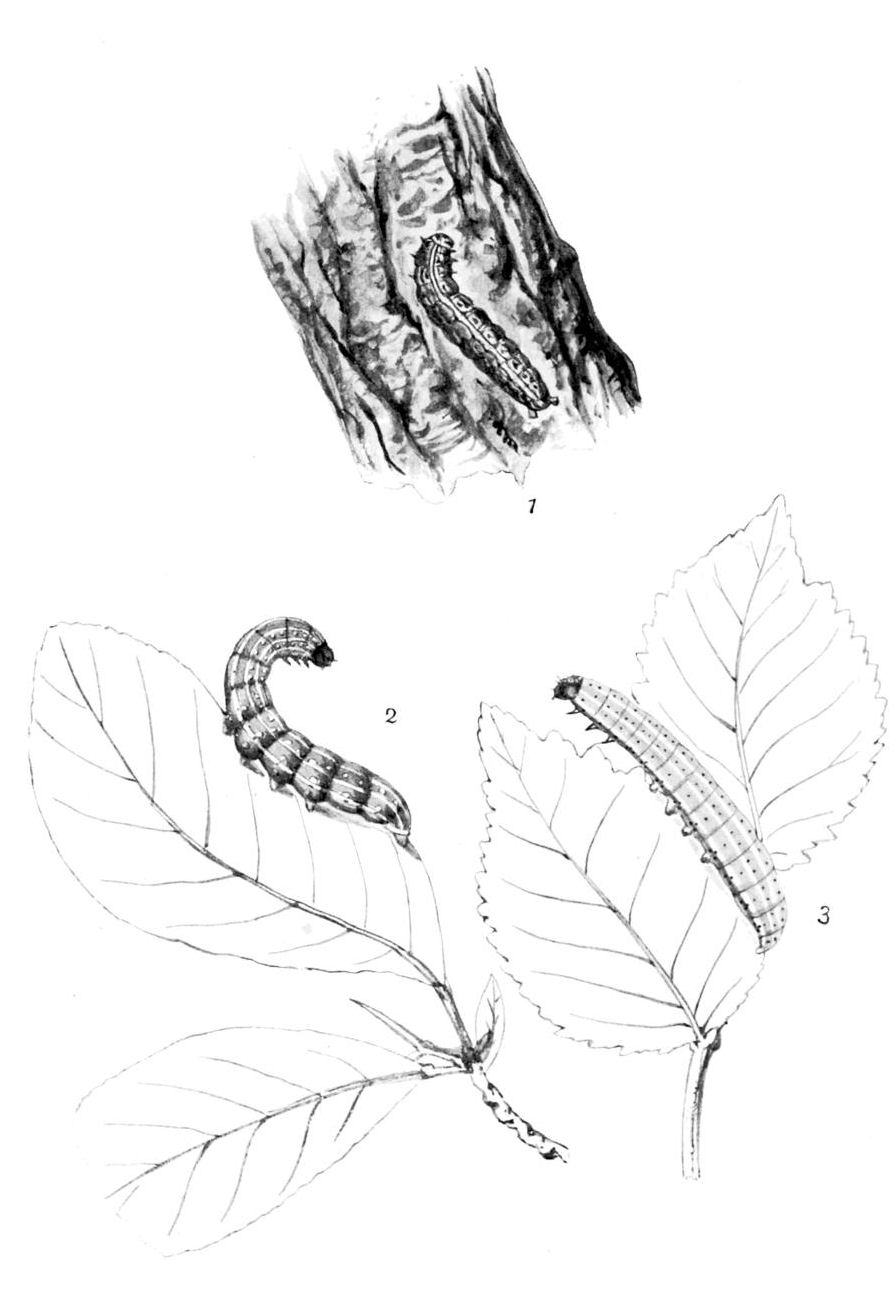
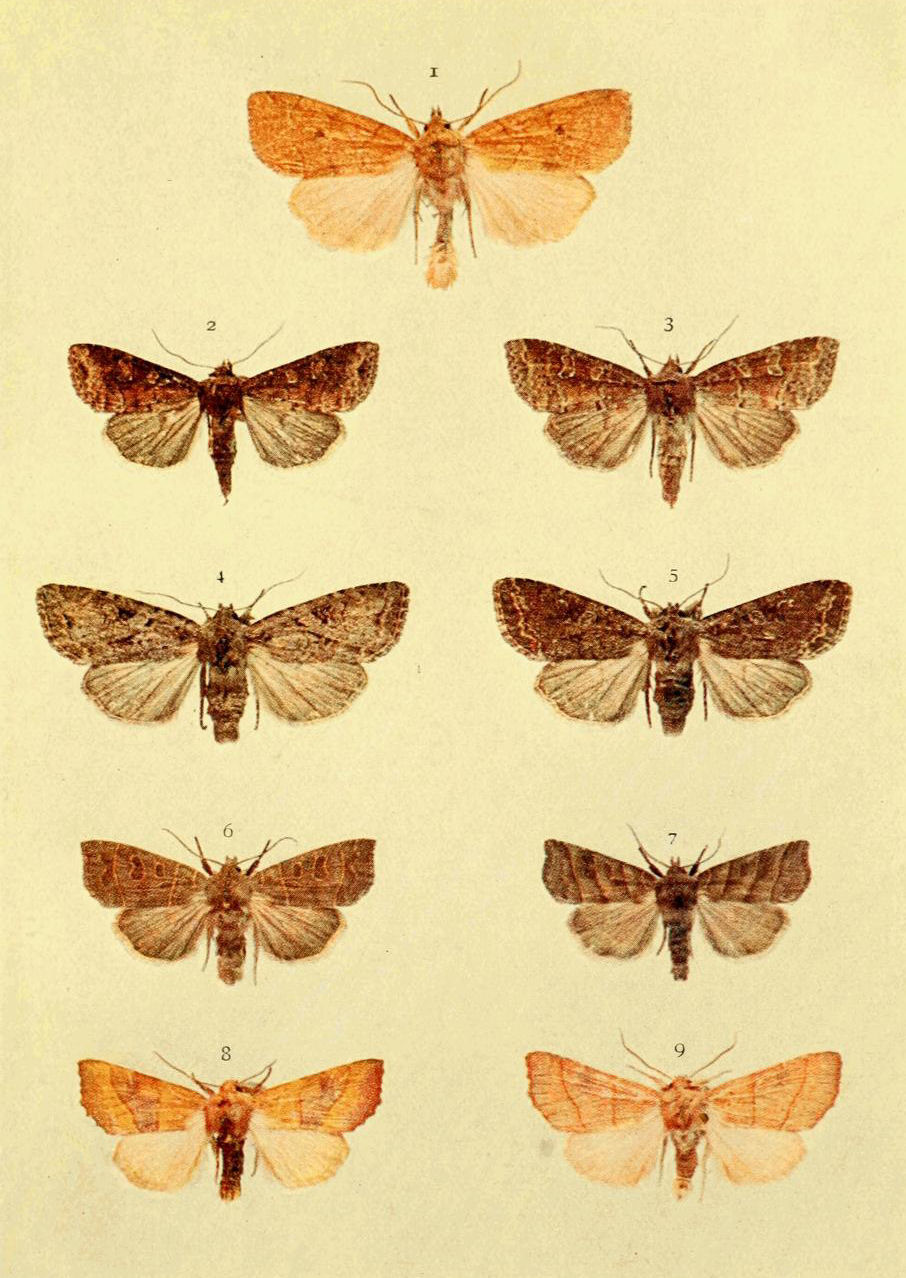
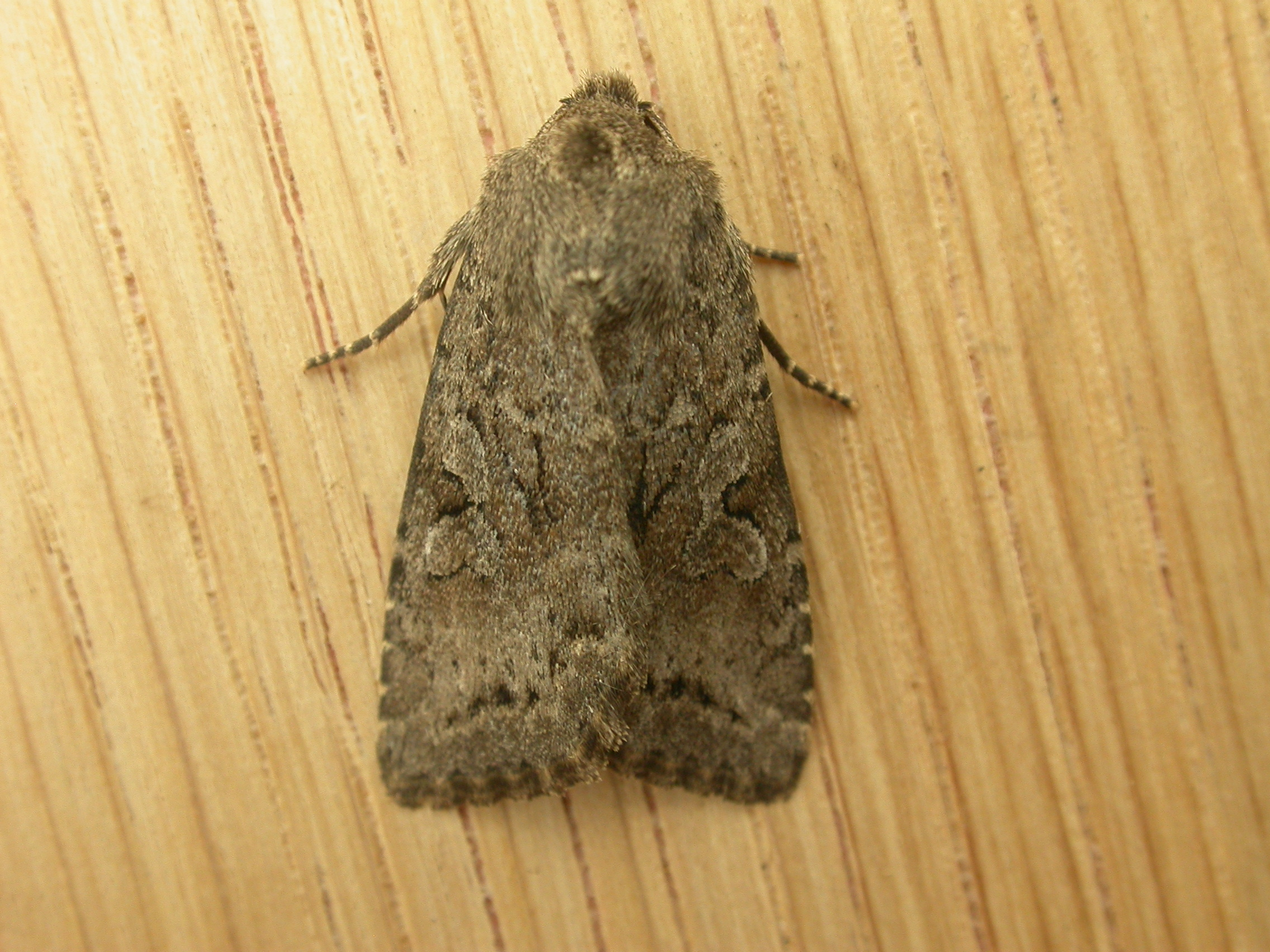
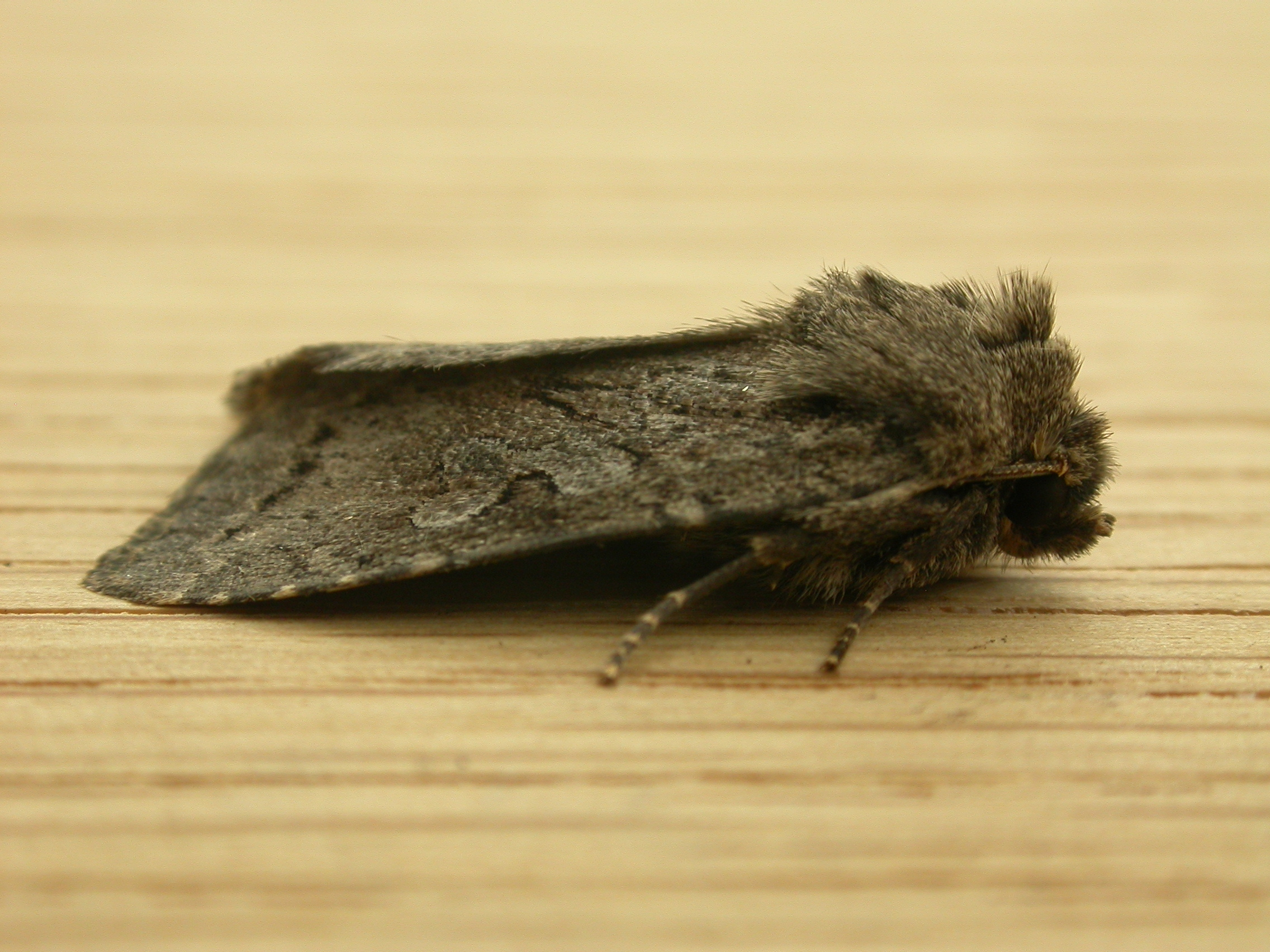